# Осадець Егерія
Осадець Егерія (Pararge aegeria) — вид денних метеликів з родини сонцевиків (Nymphalidae).

## Поширення
Вид досить поширений по всій Європі, у Північній Африці, Західній та Середній Азії. В Україні звичний вид у лісовій та лісостеповій зонах, у Карпатах. В інших регіонах трапляється спорадично.

## Опис

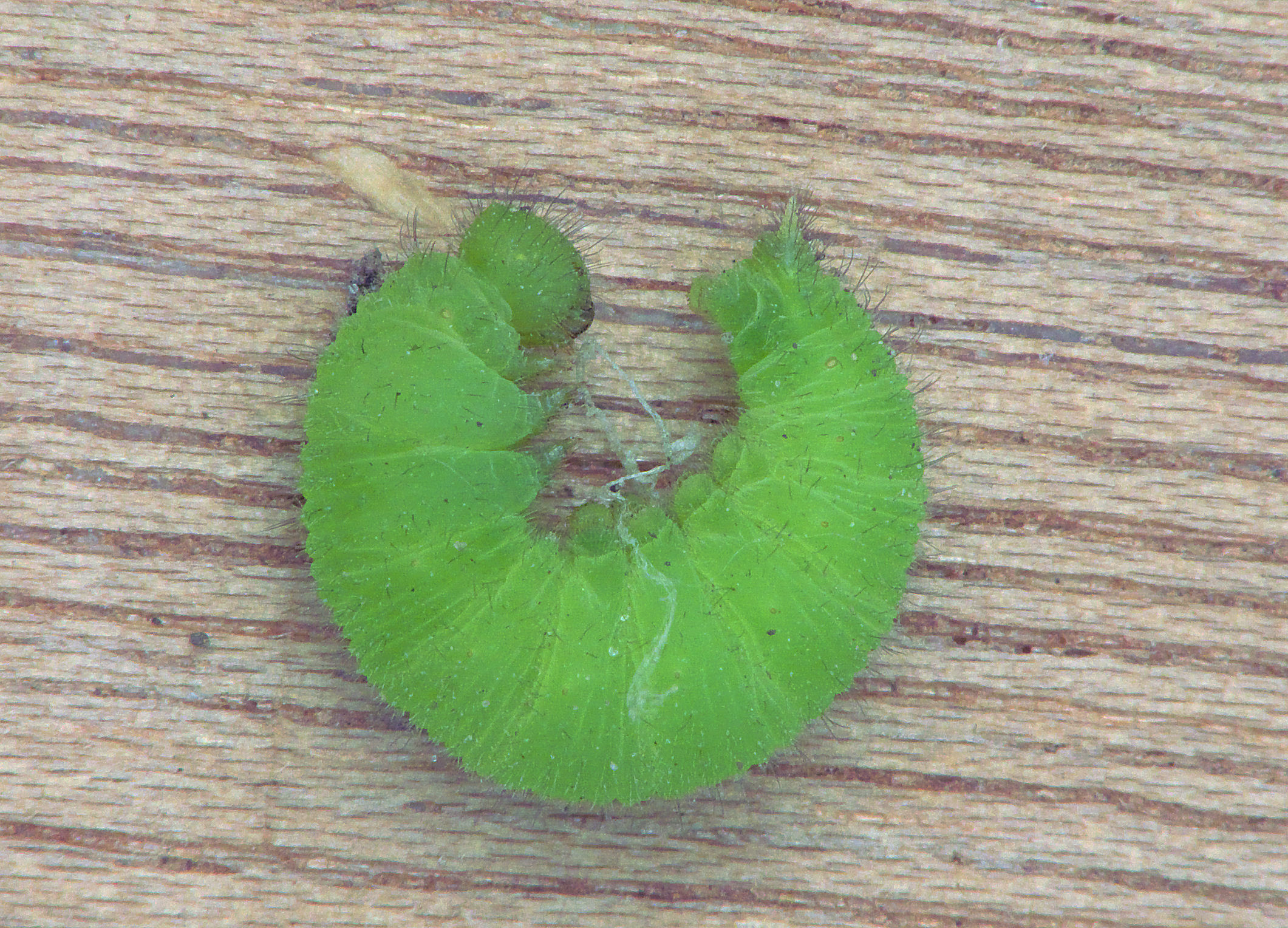
Гусениця

Довжина переднього крила 19-23 мм. Передні крила зверху темно-коричневі, з багатьма бежевими плямами в дискальній і постдискальній області і з одним чорним вічком біля вершини. Гусениці зелені, з двома тонкими жовтуватими лініями на спині і на кожному з боків.

## Спосіб життя
Осадець Егерія веде денний спосіб життя. Літають у травні та першій половині червня. На відміну від більшості інших метеликів, живиться не нектаорм квітів, а речовиною, яку виділяють попелиці, або деревним соком. Метелик тіньолюбивий, тяжіє до широколистяних лісів. Самці осадця Егерії чітко прив'язуються до певної території діаметром до 4 м, яку агресивно захищають від інших самців і покидають лише при появі значної небезпеки. Гусениці Егерії розвиваються на різних злаках (пирій, тонконіг тощо), що зростають у лісі. Зимують лялечки.